# Tudor (kasteel)

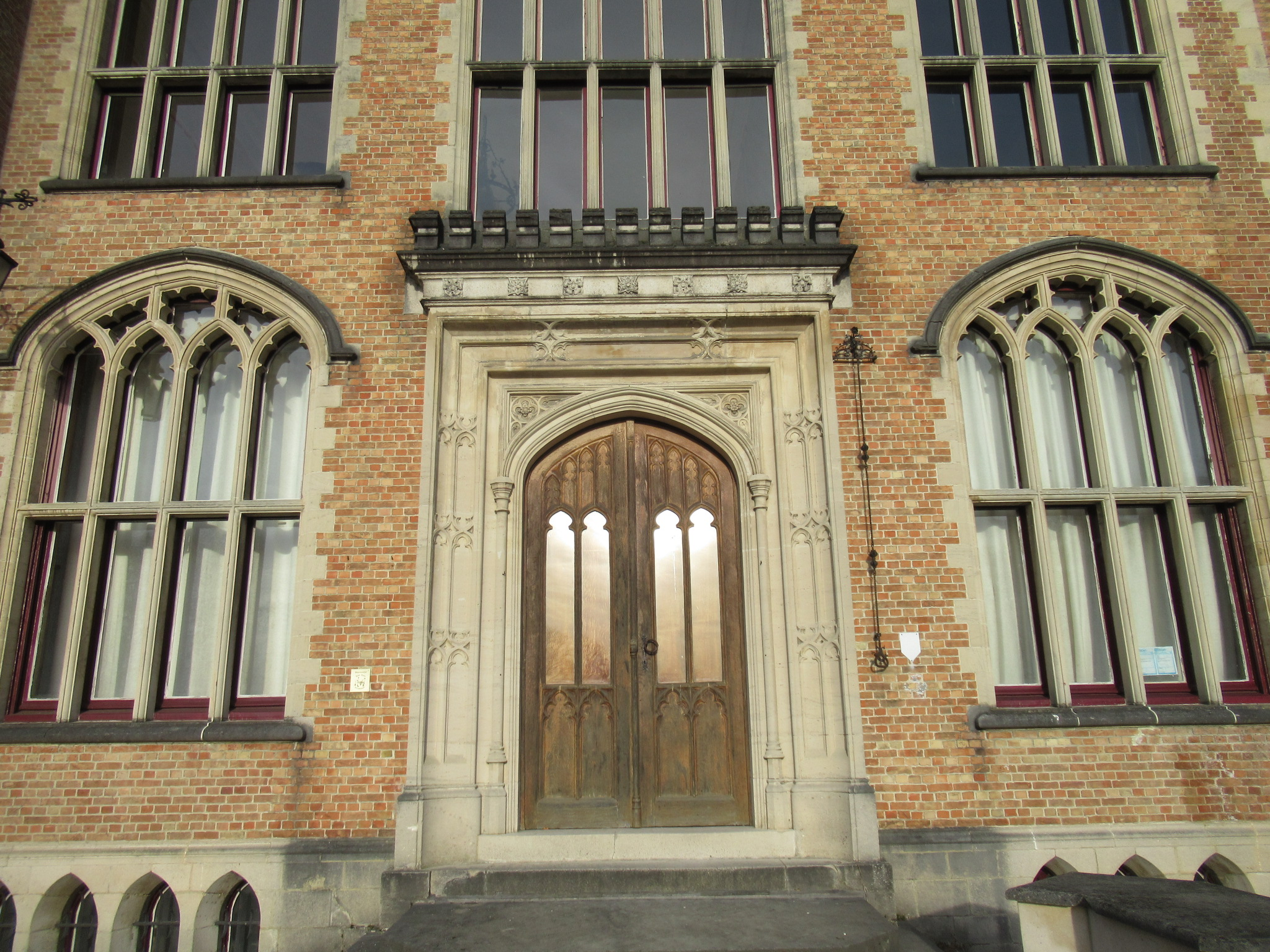
Voorzijde kasteel - ingang

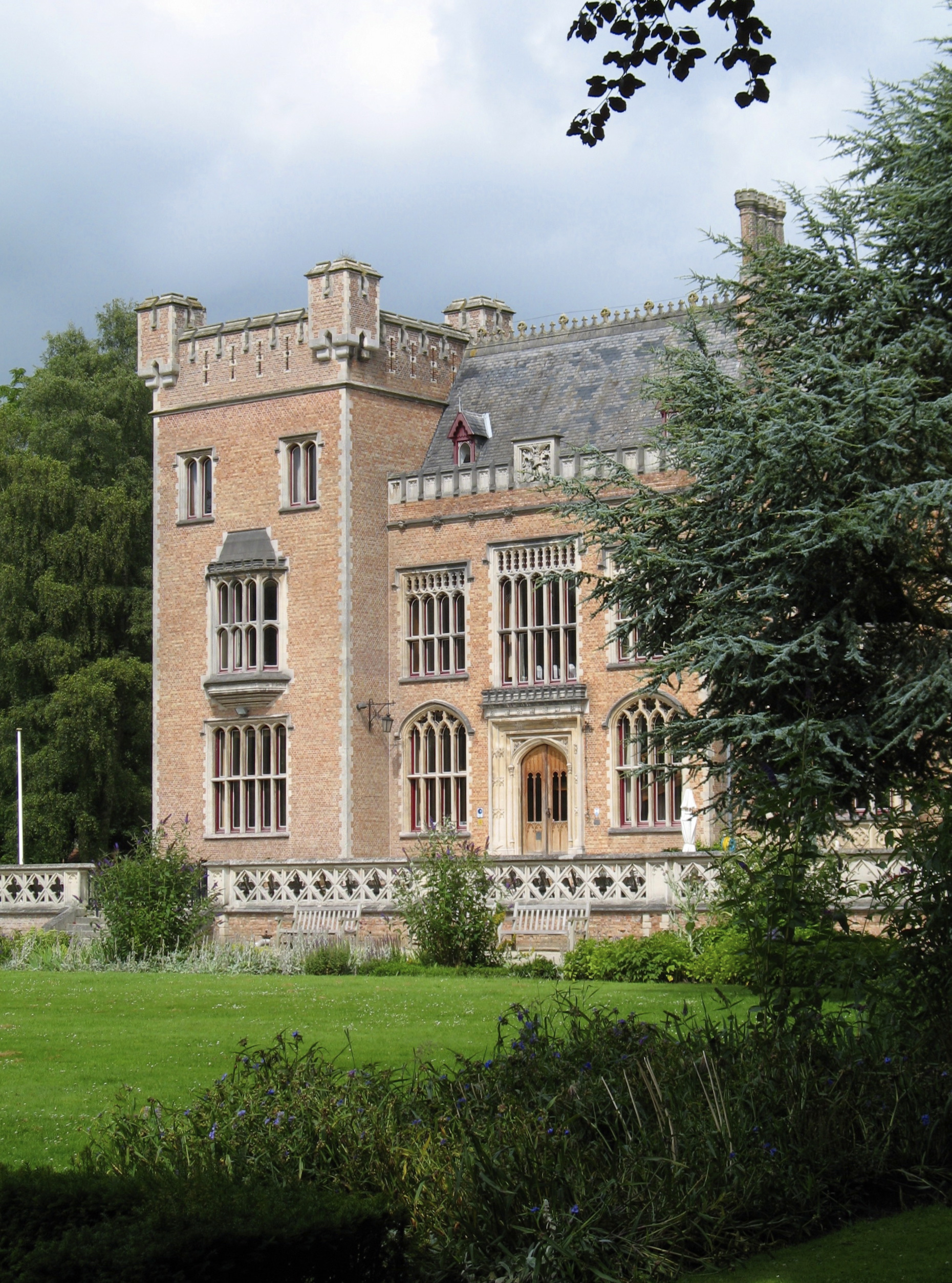
Een vleugel van het kasteel Tudor

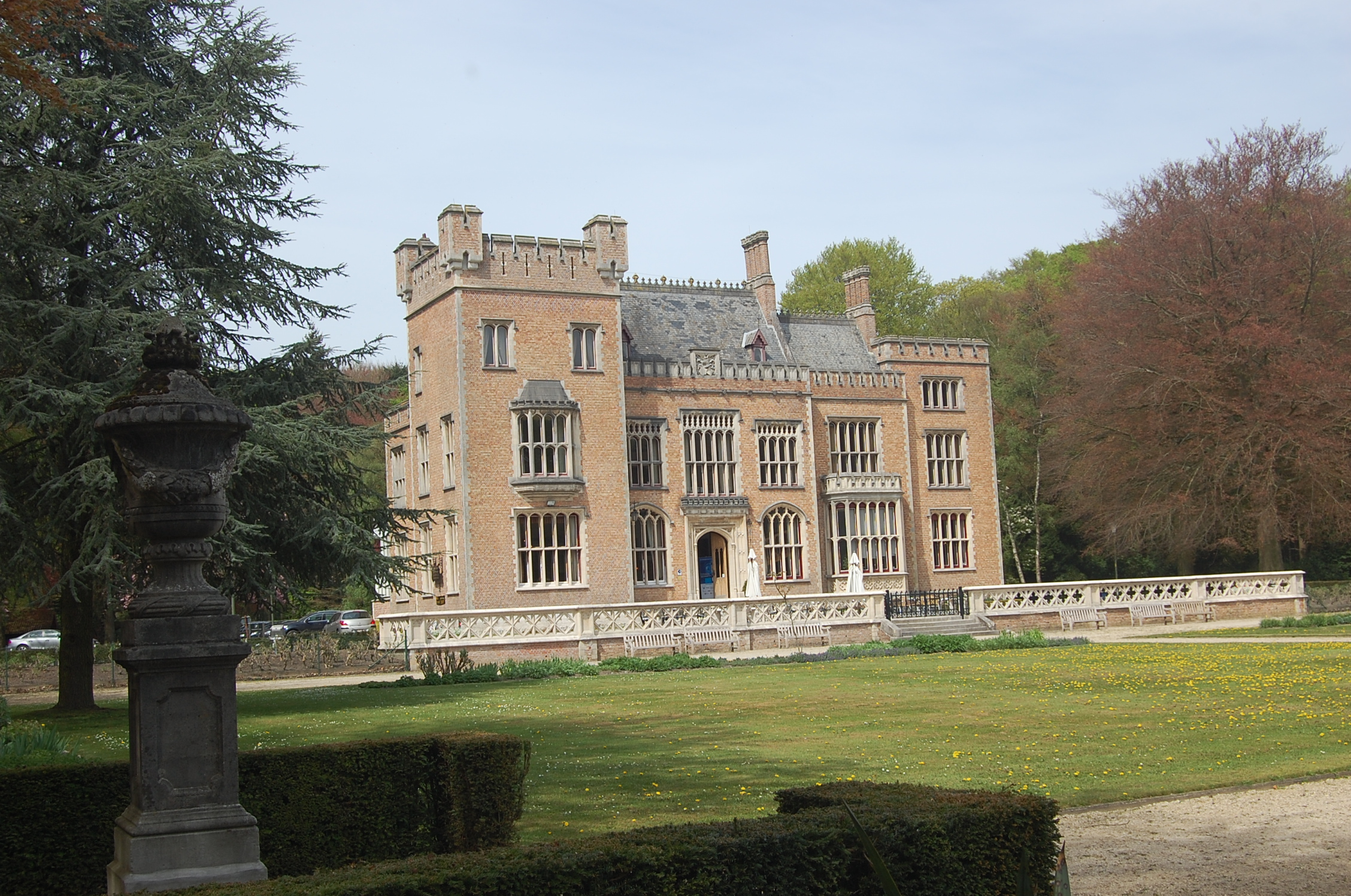
Volledig gezicht op de pronkgevel van het Kasteel Tudor

Tudor is een kasteeldomein in Sint-Andries, een deelgemeente van Brugge in West-Vlaanderen, België.
Het domein bestaat uit bos, park, siertuinen en een kruidentuin. De belangrijkste bezienswaardigheid in het park is het neogotische landhuis in Tudorstijl. Het is gebouwd in 1904 en is daarmee een van de recentste kastelen in het Brugse.
In 1980 kwam het kasteel en het domein in handen van de stad Brugge. Anno 2021 zijn in het kasteel salons, een restaurant en een bar gevestigd. Begin 2000 kwamen de kasteelgebouwen in privéhanden. De omliggende tuinen, kruidentuin en bossen zijn eigendom van de stad Brugge.